# Битва под Журавно
Битва под Журавно — битва, произошедшая 25 сентября — 14 октября 1676 года, между войсками Речи Посполитой под командованием короля Яна III Собеского и турецко-татарской армией во время польско-турецкой войны. Польские войска почти месяц вели бои на «Журавинских полях» в междуречье Днестра и Свичи .

## История

### Предыстория
В 1676 году сорокатысячное турецко-татарское войско под командованием Шайтан Ибрагима-паши выступило на Покутье. Против него выступил Ян III Собеский с двадцатью тысячами воинов. 24 сентября он одержал победу в битве под Войниловом, после чего отступил к Журавно.

### Лагерь
Под Журавно Ян Собеский основал укрепленный лагерь. Король надеялся, что местность позволит ему усилить оборону. С тыла и левого фланга польские позиции защищал Днестр, а с фронта река Кречовка. Засуха, однако, значительно снизила защитные свойства местности.
С 24 по 26 сентября к Журавно подошла татарская армия во главе с Селим Гиреем, а 28-29 сентября прибыли турецкие войска Шайтан Ибрагима-паши . На следующий день, 29 сентября, польский король выставил пехоту с конницей между редутами перед лагерем. Турки предприняли несколько безуспешных попыток отвлечь польские войска от укреплений.

### Осада
Отказавшись от штурма, турки приступили к осаде. 5 октября они начали интенсивный обстрел польского лагеря из тяжелых орудий. Войско Яна Собеского оказалось в трудном положении, неся значительные потери от огня турецкой артиллерии. Кроме того, поляки оказались отрезаны от своих путей снабжения. В ночь на 13 октября польские войска покинули старые редуты и заняли более новые, расположенные ближе к лагерю. В результате турки смогли выдвинуть свои батареи на расстояние пистолетного выстрела от польских укреплений.
Во время осады командир польской артиллерии Мартин Контский приказал своим подчиненным взять из близлежащего замка старые мортиры. Выстрелы из мортир насторожили турок, знавших, что у поляков не было таких орудий. Это укрепило в них уверенность в том, что польской армии пришла помощь.

## Перемирие
Ожесточенная оборона лагеря поляками, большие потери и предположение о прибытие польского подкрепления побудили Шайтана Ибрагим-пашу начать мирные переговоры. 14 октября было заключено перемирие, а 17 октября стороны подписали мирный договор, по которому Речь Посполитая вернула себе часть территорий, потерянных по Бучачскому мирному договору в 1672 году, Османская империя также отказывалась от получения дани но сохранила за собой захваченное Подолье.